# Beas de Segura
Beas de Segura – gmina w Hiszpanii, w prowincji Jaén, w Andaluzji, o powierzchni 159,37 km². W 2011 roku gmina liczyła 5804 mieszkańców.